# جوزيف شو
جوزيف شو (بالإنجليزية: Joseph Shaw)‏ هو فيلسوف بريطاني، ولد في 1971.